# Trias nasuta
Trias nasuta är en orkidéart som först beskrevs av Heinrich Gustav Reichenbach, och fick sitt nu gällande namn av Otto Stapf. Trias nasuta ingår i släktet Trias och familjen orkidéer. Inga underarter finns listade i Catalogue of Life.